# ریکی فاولر
ریکی فاولر (انگلیسی: Rickie Fowler؛ زادهٔ ۱۳ دسامبر ۱۹۸۸) یک گلف‌باز اهل ایالات متحده آمریکا است.